# Oskuldens tid (film)

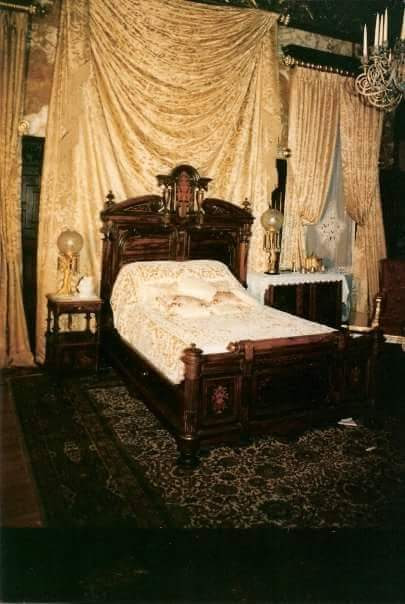
The Age of Innocence

Oskuldens tid (engelska: The Age of Innocence) är en amerikansk dramafilm från 1993 i regi av Martin Scorsese. Filmen är baserad på romanen med samma namn av Edith Wharton. I huvudrollerna ses Daniel Day-Lewis, Michelle Pfeiffer och Winona Ryder.

## Handling
New Yorks societet under slutet av 1800-talet. Newland Archer (Daniel Day-Lewis) är förlovad med den unga May Welland (Winona Ryder). En dag träffar han hennes kusin Ellen Olenska (Michelle Pfeiffer), som har lämnat sitt olyckliga äktenskap i Europa. Snart är de två förälskade i varandra, men de vågar knappt ge efter för sina känslor.

## Rollista i urval
- Daniel Day-Lewis – Newland Archer
- Michelle Pfeiffer – Ellen Olenska
- Winona Ryder – May Welland
- Miriam Margolyes – Mrs. Mingott
- Geraldine Chaplin – Mrs. Welland
- Michael Gough – Henry van der Luyden
- Richard E. Grant – Larry Lefferts
- Mary Beth Hurt – Regina Beaufort
- Robert Sean Leonard – Ted Archer
- Norman Lloyd – Mr. Letterblair
- Alec McCowen – Sillerton Jackson
- Siân Phillips – Mrs. Archer
- Carolyn Farina – Janey Archer
- Jonathan Pryce – Rivière
- Alexis Smith – Louisa van der Luyden
- Stuart Wilson – Julius Beaufort
- June Squibb – Mrs. Mingotts jungfru
- Joanne Woodward – berättare
- Domenica Cameron-Scorsese – Katie Blenker

## Om filmen
Winona Ryder nominerades till en Oscar för bästa kvinnliga biroll.